# Senorady
Senorady (früher Senohrady, deutsch Senorad) ist eine Gemeinde in Tschechien. Sie liegt zehn Kilometer nordwestlich von Ivančice und gehört zum Okres Brno-venkov.

## Geographie
Senorady befindet sich im Südosten der Jevišovická pahorkatina in der Talmulde des Baches Senoradský potok. Nördlich liegt das tief eingeschnittene Tal der Oslava und ihres Zuflusses Chvojnice. Im Süden bildet die Jihlava ebenfalls ein tiefes Tal. Im Nordosten erhebt sich der Vodanský kopec (397 m), östlich der U Oběšeneho (369 m), im Südosten der Biskoupský kopec (397 m), südlich der Na Hlinách (389 m) und im Westen Velké díly (370 m) und U Skřipiny (369 m). Das Dorf liegt auf dem Gebiet des Naturparks Oslava, der südlich von Senorady an den Naturpark Střední Pojihlaví grenzt. Zwischen Senorady und Nová Ves liegt die erloschene Ansiedlung Řevušín.
Nachbarorte sind Senoradský Mlýn, Ketkovský Mlýn und Ketkovice im Norden, Čučice im Nordosten, Zaraženský Dvůr und Oslavany im Osten, Nová Ves und Biskoupky im Südosten, Kozínek und Lhánice im Süden, Mohelno im Südwesten sowie Kladeruby nad Oslavou und Kuroslepy im Nordwesten.

## Geschichte
Archäologische Funde auf dem Gebiet der Gemeinde lassen sich bis in die Altsteinzeit datieren. Zu den jüngeren Fundstücken gehört u. a. eine römische Bronzemünze.
Südöstlich befand sich die Ansiedlung Řevušín. Diese wurde 1230 im Zuge ihrer Verpfändung durch den Abt Ernst des Klosters Trebitsch an das Zisterzienserinnenkloster „Vallis S. Mariae“ in Oslavany erstmals genannt. Zu Beginn des 14. Jahrhunderts brannten die Kumanen das Dorf nieder.
Die erste Erwähnung des Dorfes soll laut Štěpán Ulman 1320 in einer Besitzbestätigung für das Kloster Oslavany erfolgt sein. Jedoch gab der Autor in seinem 1930 erschienenen Werk Dějiny Mohelna dazu keine Quelle an. Gesichert ist die Erwähnung von Czynohrad aus dem Jahre 1348, als Wyrchoslaus de Petrowicz das Dorf Petrowicz an Mathie de Nachod verkaufte. Dabei setzten Mathies und seine Frau Polca ihre Einkünfte aus Czynohrad zur Tilgung des Kaufpreises ein. Nachfolgende Besitzer der Feste und des Dorfes Czynohrad waren Ješek von Wartenberg und Dürnholz mit seinen Brüdern Beneš und Jindřich, danach Smil von Senohrady, Ješek von Pirkštejn und Jan Ptáček von Pirkštejn. Dieser verkaufte das freie Gut Senohrady mit der Feste, dem Dorf, dem Hof und einer Mühle 1415 an Hans von Leipa und Tempelstein. Nachdem die Leipaer 1447 die Herrschaft Krumlov von den Herren von Krawarn erworben hatten, vereinigten sie ihre Besitztümer in Südmähren zu einer großen Herrschaft. Nach der Schlacht am Weißen Berg wurden 1621 die Güter des Pertold von Leipa, der ein Anführer der mährischen Stände war, konfisziert. 1624 kaufte Gundaker von Liechtenstein die Herrschaft. Bis zur Mitte des 19. Jahrhunderts blieb Senohrady nach Krumlov untertänig.
Nach der Aufhebung der Patrimonialherrschaften bildete Senohrady ab 1850 eine Gemeinde in der Bezirkshauptmannschaft Třebíč. 1869 lebten in den 72 Häusern des Dorfes 427 Menschen. Im Jahre 1900 hatte Senohrady 550 Einwohner. Besitzer der Güter blieben bis 1908 die Liechtensteiner, danach folgten die Grafen Kinsky. 1921 wurden in dem Ort 575 Einwohner gezählt. Seit 1925 trägt die Gemeinde den Namen Senorady. Zwischen 1949 und 1960 gehörte Senorady zum Okres Velká Bíteš und nach dessen Auflösung mit Beginn des Jahres 1961 zum Okres Třebíč. Seit dem 1. Januar 2005 ist Senorady Teil des Okres Brno-venkov.

## Sehenswürdigkeiten
- Kapelle am Dorfplatz, errichtet 1807
- Naturreservat Údolí řeky Oslavy a Chvojnice, nördlich von Senorady
- Ruinen der Burgen Kraví Hora und Levnov, nördlich über dem Zusammenfluss von Oslava und Chvojnice
- Burgstall Šance, auf einer Landzunge nordwestlich des Dorfes, hier befand sich die hölzerne Feste Czynohrad. Bei Grabungen wurde eine Münze aus der Zeit des ungarischen Königs Andreas II. gefunden, so dass angenommen wird, dass die Anlage bereits zu Beginn des 13. Jahrhunderts bestand
- Ruine der Burg Templštejn, südlich über der Jihlava

## Söhne und Töchter der Gemeinde
- Josef Matoušek (* 1906), Schriftsteller und Chefredakteur mehrerer stenographischer Periodika